# Christian Moreno
Christian Damián Moreno (Buenos Aires; 27 de abril de 1996) es un futbolista profesional argentino. Juega de marcador central y se desempeña en Cobresal de la Primera División de Chile.

## Trayectoria

### Boca Juniors
Surgido de las inferiores del club de la Ribera, Christian Moreno fue ascendido al primer equipo a principios de 2016, dirigido por Rodolfo Arruabarrena, junto a otros futbolistas como Alexis Messidoro, Nahuel Molina Lucero y Pedro Silva Torrejón.
El 20 de enero debutó frente a Racing Club, en el marco de la Copa de Oro, ingresando los últimos once minutos, en lugar de Cristián Pavón. El encuentro terminó 4 a 2 en favor del conjunto de Avellaneda.
Tres días después (otra vez entrando a falta de once minutos para el final), debutaría en un Superclásico frente a River Plate, partido que terminó en derrota 0-1.
Fue el 30 de enero cuando, en otro encuentro frente al archirrival histórico, jugó su primer partido como titular y mostrando un buen rendimiento.

### Defensa y Justicia
A mediados de 2016, es cedido en calidad de préstamo por un año al club Defensa y Justicia.

### Defensores de Belgrano
Tras una temporada con nulas actuaciones, a mediados del 2017, regresa a Boca Juniors, equipo que lo cede nuevamente a préstamo, pero esta vez al club Defensores de Belgrano, que por ese entonces, militaba en la Primera B Metropolitana. Allí, pese a ser suplente en la mayor parte de los partidos, contó con varios minutos de juego y hasta consiguió el ansiado ascenso a la Primera B Nacional 2018-19.
A mediados del 2018, rescinde con Boca Juniors y acuerda su continuidad en Defensores de Belgrano por una temporada más.

### Acassuso
En julio de 2019 termina su contrato con Defensores de Belgrano y firma contrato con Acassuso.

### Deportivo Armenio
En febrero de 2021 firma como nuevo jugador de Deportivo Armenio.
Almirante Brown
En febrero de 2022 firma contrato para reforzar a Almirante Brown por una temporada.

### Academia Puerto Cabello
En diciembre de 2023 es anunciado como nuevo jugador de Academia Puerto Cabello de la Primera División de Venezuela.

## Estadísticas

### Clubes
- Actualizado al 13 de marzo de 2024

| Club                    | País      | Año       | Partidos | Goles |
| ----------------------- | --------- | --------- | -------- | ----- |
| Defensores de Belgrano  | Argentina | 2017-2019 | 11       | 0     |
| Acassuso                | Argentina | 2019-2020 | 24       | 0     |
| Deportivo Armenio       | Argentina | 2021      | 16       | 0     |
| Almirante Brown         | Argentina | 2022-2023 | 39       | 0     |
| Academia Puerto Cabello | Venezuela | 2024      | 5        | 1     |
| Cobresal                | Chile     | 2025-Act. |          |       |